# Diócesis de Le Puy-en-Velay
La diócesis de Le Puy-en-Velay (en latín: Dioecesis Aniciensis y en francés: Diocèse du Puy-en-Velay) es una circunscripción eclesiástica de la Iglesia católica en Francia. Se trata de una diócesis latina, sufragánea de la arquidiócesis de Clermont. Desde el 16 de febrero de 2022 su obispo es Yves Baumgarten.

## Territorio y organización

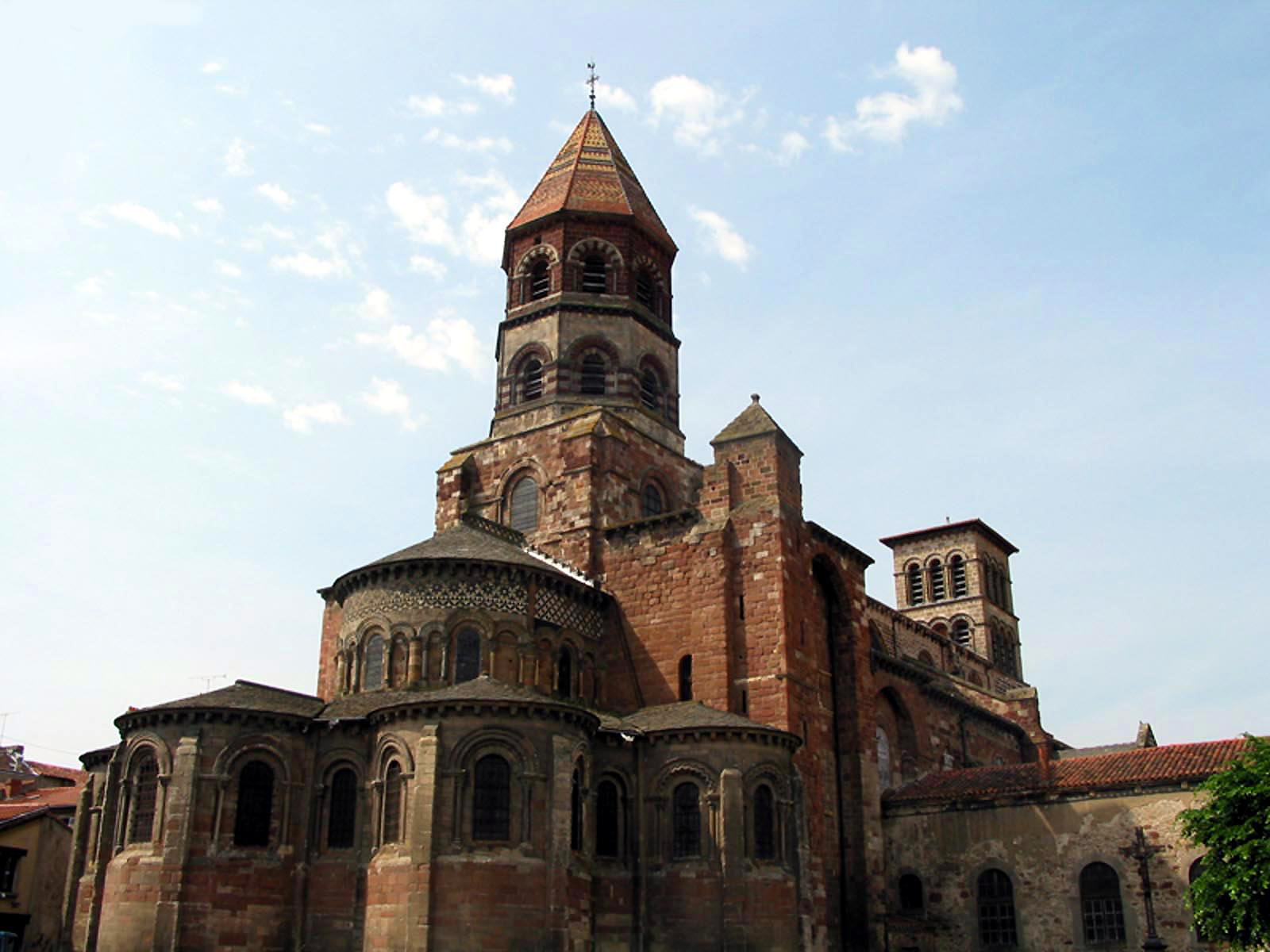
Basílica de San Julián, en Brioude

La diócesis tiene 4977 km² y extiende su jurisdicción sobre los fieles católicos de rito latino residentes en el departamento de Alto Loira, en la región de Auvernia-Ródano-Alpes.
La sede de la diócesis se encuentra en la ciudad de Le Puy-en-Velay, en donde se halla la Catedral de Nuestra Señora. En Brioude se halla la basílica de San Julián.
En 2021 en la diócesis existían 279 parroquias.

## Historia
La diócesis de los velavios, antiguo pueblo de la Galia celta, está atestiguada a partir del siglo IV. Se cree tradicionalmente que la primera sede de la diócesis fue la ciudad de Ruessium, hoy Saint-Paulien, y que posteriormente con san Evodio (llamado Vosy en francés) se trasladó a Anicium, hoy Le Puy-en-Velay. El fundador de la comunidad cristiana fue san Jorge, al que siguieron san Macario, san Marcelino, san Roncio, Eusebio y san Pauliano. Las excavaciones arqueológicas y los estudios posteriores llevados a cabo en el siglo XX han desvirtuado los datos tradicionales: en 1957 el arqueólogo Gounot escribió que «la arqueología actual no puede registrar ningún rastro seguro de la existencia de estos personajes (san Jorge y sus sucesores) ni tampoco de una civilización paleocristiana o merovingia en Saint-Paulien". Según Cubizolles, Anicium fue la primera y única sede episcopal de los velavios y san Evodio su primer obispo.
La civitas Vallevorum, documentada por la Notitia Galliarum del siglo V, dependía desde el punto de vista administrativo de Bourges, capital de la provincia romana de Aquitania primera; en consecuencia la diócesis perteneció desde el principio a la provincia eclesiástica de la arquidiócesis de Bourges.
Hacia finales del siglo V se construyó una iglesia catedral, mientras que un siglo después, a finales del siglo VI, ya existían otras iglesias cerca de la catedral.
En el siglo VIII ya existía la romería a Nuestra Señora del Puy, que fue el destino de peregrinación francesa más importante durante la Edad Media. En el siglo X la antigua ciudad de Anicium cambió su nombre por el de Puy-Sainte Marie. La devoción mariana también estaba ligada a la peregrinación a Santiago de Compostela: Puy era de hecho una parada en el viaje de Francia a Santiago.
Hacia el año 1000 el papa Silvestre II sometió inmediatamente la diócesis de Le Puy a la Santa Sede. El papa León IX confirmó el privilegio de exención de la jurisdicción metropolitana, añadiendo el del uso del palio.
En 955 el emperador Lotario IV confirmó al obispo Godescalc el privilegio, concedido a Adalardo en 923, de administrar justicia, acuñar moneda y gestionar el mercado. En 1134 Luis el Gordo extendió el poder temporal de los obispos a toda la ciudad de Puy. El 20 de julio de 1165, el papa Alejandro III confirmó la soberanía de los obispos sobre la ciudad episcopal y sobre toda una serie de castillos, iglesias y monasterios en Velay, Vivarés y Auvernia.
En 1265, Guy Le Gross Foulquois, que había sido obispo de Le Puy de 1257 a 1259, fue elegido papa con el nombre de Clemente IV.
El 25 de marzo de 1407, año en el que la fiesta de la Anunciación coincidió con el Viernes Santo, haciendo temer el fin del mundo, marcó el inicio de la fiesta anual de la Virgen del Puy, que se repite cada 25 de marzo desde entonces.
En la primera mitad del siglo XVII el territorio diocesano se convirtió en el lugar de la acción misionera y catequética de san Juan Francisco Régis.
En 1652 el obispo Henri Cauchon de Maupas du Tour fundó el seminario diocesano, confiando la dirección y la enseñanza a los padres sulpicianos.
En vísperas de la Revolución francesa la diócesis contaba con 137 parroquias, divididas en tres arciprestazgos: Monistrol, Saint-Paulien y Solignac.
A raíz del concordato, con la bula Qui Christi Domini del papa Pío VII del 29 de noviembre de 1801, la diócesis fue suprimida y su territorio fue incorporado al de la diócesis de Saint-Flour.
En junio de 1817 se estipuló un nuevo concordato entre la Santa Sede y el gobierno francés, al que siguió el 27 de julio la bula Commissa divinitus, con la que el papa restauró la sede de Le Puy; Jean-Pierre de Gallien de Chabons fue nombrado obispo. Sin embargo, dado que el concordato no entró en vigor al no ser ratificado por el Parlamento de París, el nombramiento de Chabons no tuvo efecto.
El 6 de octubre de 1822, en virtud de la bula Paternae charitatis del papa Pío VII, la diócesis fue restablecida en el antiguo territorio, al que se añadió el distrito de Brioude que antes de la Revolución formaba parte de la diócesis de Saint-Flour. Luego volvió a ser sufragánea de la arquidiócesis de Bourges.
En 1861 el sacerdote jesuita Henri Ramière fundó la revista Messaggero del Sacro Cuore a través de la cual promovió la difusión del l'Apostolat de la prière, creada por el también jesuita François-Xavier Gautrelet.
El 8 de diciembre de 2002, con la reorganización de los distritos diocesanos franceses, pasó a formar parte de la provincia eclesiástica de la arquidiócesis de Clermont.

## Estadísticas
Según el Anuario Pontificio 2022 la diócesis tenía a fines de 2021 un total de 182 500 fieles bautizados.
| Año                                                                             | Población            | Población | Población      | Sacerdotes | Sacerdotes    | Sacerdotes    | Bautizados por sacerdote | Diáconos permanentes | Religiosos | Religiosos | Parroquias |
| Año                                                                             | Bautizados católicos | Total     | % de católicos | Total      | Clero secular | Clero regular | Bautizados por sacerdote | Diáconos permanentes | Varones    | Mujeres    | Parroquias |
| ------------------------------------------------------------------------------- | -------------------- | --------- | -------------- | ---------- | ------------- | ------------- | ------------------------ | -------------------- | ---------- | ---------- | ---------- |
| 1950                                                                            | 220 000              | 228 076   | 96.5           | 483        | 457           | 26            | 455                      |                      | 370        | 1571       | 280        |
| 1970                                                                            | 201 735              | 208 337   | 96.8           | 411        | 402           | 9             | 490                      |                      | 186        | 1325       | 277        |
| 1980                                                                            | 199 000              | 207 700   | 95.8           | 367        | 357           | 10            | 542                      |                      | 159        | 1111       | 279        |
| 1990                                                                            | 201 000              | 210 000   | 95.7           | 291        | 285           | 6             | 690                      | 3                    | 110        | 894        | 284        |
| 1999                                                                            | 190 000              | 206 000   | 92.2           | 217        | 208           | 9             | 875                      | 7                    | 101        | 686        | 282        |
| 2000                                                                            | 190 000              | 209 113   | 90.9           | 211        | 202           | 9             | 900                      | 8                    | 93         | 661        | 282        |
| 2001                                                                            | 190 000              | 209 047   | 90.9           | 203        | 194           | 9             | 935                      | 9                    | 94         | 650        | 284        |
| 2002                                                                            | 190 000              | 209 047   | 90.9           | 205        | 196           | 9             | 926                      | 9                    | 93         | 620        | 284        |
| 2003                                                                            | 189 000              | 208 000   | 90.9           | 198        | 188           | 10            | 954                      | 8                    | 94         | 574        | 284        |
| 2004                                                                            | 190 000              | 209 047   | 90.9           | 191        | 182           | 9             | 994                      | 8                    | 84         | 553        | 284        |
| 2013                                                                            | 181 700              | 231 877   | 78.4           | 147        | 137           | 10            | 1236                     | 10                   | 53         | 406        | 284        |
| 2016                                                                            | 183 769              | 233 918   | 78.6           | 132        | 126           | 6             | 1392                     | 13                   | 37         | 340        | 284        |
| 2019                                                                            | 183 850              | 234 000   | 78.6           | 118        | 108           | 10            | 1558                     | 14                   | 16         | 279        | 284        |
| 2021                                                                            | 182 500              | 232 900   | 78.4           | 109        | 101           | 8             | 1674                     | 15                   | 33         | 212        | 279        |
| Fuente: Catholic-Hierarchy, que a su vez toma los datos del Anuario Pontificio. |                      |           |                |            |               |               |                          |                      |            |            |            |

## Episcopologio
El catálogo más antiguo de los obispos de Puy está contenido en un sacramentario del siglo X y menciona sólo cinco obispos, en orden: Evodio, Aurelio, Suacro, Scutario y Ermentario. Hay muy pocos obispos históricamente documentados durante los primeros nueve siglos de la historia de la diócesis; la tradición litúrgica relata muchos otros, de los que sin embargo no hay evidencia histórica.
- San Evodio (Vosy) † [nota 2]
- San Siagrio † [nota 3]
- San Scutario † [nota 4]
- Armentario † [nota 5]
- San Benigno †
- San Faustino † [nota 6]
- San Giorgio † [nota 7]
- San Marcellino † [nota 8]
- San Aurelio † (mencionado en 590)[nota 9]
- San Agrevio † [nota 10]
- Basilio † [nota 11]
- San Odo (Eudes) † [nota 12]
- Dulcidio † [nota 13]
- Druttano † (mencionado en la época de Ludovico Pío)[nota 14]
- Arduino † (antes de 860-después de 866)
- Guido I † (antes de 875-después de 877)
- Norberto † (fines del siglo IX)
- Adalardo † (mencionado en 919)
- Ettore † [nota 15]
- Godescalco † (antes de 936-1 de diciembre de 962 falleció)
- Begone † [nota 16]
- Pietro ? † [nota 17]
- Guido II d'Anjou † (975-después de 993)
  - Étienne de Gévaudan † (circa 995-998 depuesto) (obispo ilegítimo)
- Théotard † (23 de noviembre de 998[nota 18]-21 de julio de 1001 ? falleció)[nota 19]
- Frédol d'Anduze † (circa 1004-3 de octubre de 1028 o 1029 falleció)
- Étienne de Mercoeur † (1029-1053 falleció)
- Pierre de Mercoeur † (1053-13 de julio de 1073 falleció)
  - Étienne de Polignac (o d'Auvergne) † (1073-1075 depuesto) (obispo intruso)[nota 20]
  - Sede vacante (1073-1082)
- Adhémar de Monteil † (1082-1 de agosto de 1098 falleció)
  - Sede vacante (1098-1102)
- Pons de Tournon † (1102-24 de enero de 1112 falleció)
- Pons de Montboissier † (1112-20 de abril de 1128 falleció)
- Humbert d'Albon † (1128-17 de octubre de 1144 falleció)[nota 21]
- Pierre III † (1 de mayo de 1145 consagrado-30 de agosto de 1156 falleció)
- Pons III † (mencionado en 1158)
- Pierre de Solignac † (1159-1189 renunció)[nota 22]
  - Sede vacante (1189-1192)
- Aymar † (1192-11 de febrero de 1195?[nota 23] falleció)
- Odilon de Mercoeur † (1197-1202)
- Bertrand de Chalencon † (1202-21 de diciembre de 1213 falleció)
- Robert de Mehun † (1214-21 de diciembre de 1219 falleció)
- Étienne de Chalencon † (prima di de agosto de 1220-febrero de 1231 falleció)
- Bernard de Rochefort-d'Ally † (1231-1236)
- Bernard de Montaigu † (1236-23 de febrero de 1248 falleció)
- Guillaume de Murat † (1248-después de 1250)
  - Bernard de Ventadour † (19 de mayo de 1254-después del 1 de octubre de 1255 renunció) (obispo electo)
- Armand de Polignac † (14 de mayo de 1256-17 de mayo de 1257 falleció)
- Guy Le Gross Foulquois † (19 de octubre de 1257-10 de octubre de 1259 nombrado arzobispo de Narbona, luego electo papa con el nombre de Clemente IV)
- Guillaume de La Roue, O.S.B. † (julio de 1260[nota 24]-9 de abril[nota 25] 1282 falleció)
- Guy III † (1283)[nota 26]
- Frédol de Saint-Bonnet † (10 de junio de 1284-4 de agosto de 1289 falleció)
- Guy de Neuville † (20 de junio de 1290-24 de abril de 1296 nombrado obispo de Saintes)
- Jean de Comines † (15 de mayo de 1296-24 de junio de 1308 falleció)
- Bernard de Castanet † (30 de julio de 1308-14 de agosto de 1317 falleció)
- Guillaume de Brosse † (19 de octubre de 1317-14 de febrero de 1318 nombrado obispo de Meaux)
- Durand de Saint-Pourçain, O.P. † (14 de febrero de 1318-13 de marzo de 1326 nombrado obispo de Meaux)
- Pierre de Longeuil † (13 de marzo de 1326-6 de febrero de 1327 falleció)
- Bernard Brun † (10 de febrero de 1327-25 de septiembre de 1342 nombrado obispo de Noyon)
- Jean Chandorat, O.S.B. † (25 de septiembre de 1342-15 de septiembre de 1356 falleció)
- Jean Fabri, O.S.B. † (12 de octubre de 1356-27 de febrero de 1357 nombrado obispo de Tortosa)
- Jean du Jaurens † (27 de febrero de 1357-octubre de 1361 falleció)
- Bertrand de La Tour † (5 de noviembre de 1361-14 de mayo de 1382 falleció)
  - Bertrand de Chanac † (30 de mayo de 1382-12 de julio de 1385 renunció) (administrador apostólico)
- Pierre Girard † (17 de julio de 1385-17 de octubre de 1390 renunció)
- Gilles de Bellemère † (17 de octubre de 1390-19 de agosto de 1392 nombrado obispo de Avigñón)
- Ythier de Martreuil † (19 de agosto de 1392-2 de abril de 1395 nombrado obispo de Poitiers)
- Pierre d'Ailly † (2 de abril de 1395-15 de noviembre de 1396 nombrado obispo de Cambrai)
- Elie de Lestrange † (15 de noviembre de 1396-17 de julio de 1418 falleció)
- Guillaume de Chalencon † (23 de septiembre de 1418-25 de noviembre de 1443 falleció)
- Jean de Bourbon † (20 de abril de 1444-2 de diciembre de 1485 falleció)
- Geoffroy de Pompadour † (15 de marzo de 1486-8 de mayo de 1514 falleció)
- Antoine de Chabannes † (1 de septiembre de 1514-septiembre de 1535 falleció)
  - Agostino Trivulzio † (15 de septiembre de 1535-18 de octubre de 1535 renunció) (administrador apostólico)
- François de Sarcus † (18 de octubre de 1535-1557 falleció)
- Martin de Beaune † (1557-1561 renunció)
- Antoine de St Néctaire, O.S.B. † (27 de junio de 1561-3 de noviembre de 1593 falleció)
  - Sede vacante (1593-1597)
- Jacques de Serres † (18 de agosto de 1597-28 de enero de 1621 falleció)
- Just de Serres, O.S.B. † (28 de enero de 1621 por sucesión-28 de agosto de 1641 falleció)
- Henri Cauchon de Maupas du Tour † (22 de junio de 1643-31 de marzo de 1664 nombrado obispo de Évreux)
- Armand de Béthune † (22 de abril de 1665-10 de diciembre de 1703 falleció)
- Claude de la Roche-Aymon † (28 de abril de 1704-julio de 1720 falleció)
- Godefroid-Maurice de Conflans † (16 de junio de 1721-14 de marzo de 1725 falleció)
- François-Charles de Béringhen d'Armainvilliers † (20 de febrero de 1726-17 de octubre de 1742 falleció)
- Jean-Georges Lefranc de Pompignan † (15 de julio de 1743-14 de abril de 1774 renunció)
- Marie-Joseph de Galard de Terraube † (6 de junio de 1774-8 de octubre de 1804 falleció)[nota 27]
  - Sede suprimida (1801-1822)
  - Jean-Pierre de Gallien de Chabons † (1 de octubre de 1817-27 de septiembre de 1822 nombrado obispo de Amiens) (obispo electo)
- Louis-Jacques-Maurice de Bonald † (10 de marzo de 1823-27 de abril de 1940 nombrado arzobispo de Lyon)
- Pierre-Marie-Joseph Darcimoles † (13 de julio de 1840-12 de abril de 1847 nombrado arzobispo de Aix)
- Joseph-Auguste-Victorin de Morlhon † (12 de abril de 1847-5 de octubre de 1862 falleció)
- Pierre-Marc Le Breton † (28 de septiembre de 1863-20 de mayo de 1886 falleció)
- Marie-Joseph-Jean-Baptiste-André-Clément-Fulbert Petit † (26 de mayo de 1887-18 de mayo de 1894 nombrado arzobispo de Besanzón)
- Constant-Ludovic-Marie Guillois † (18 de mayo de 1894-31 de mayo de 1907 renunció[nota 28])
- Thomas-François Boutry † (5 de junio de 1907-20 de marzo de 1925 falleció)
- Norbert-Georges-Pierre Rousseau † (15 de mayo de 1925-2 de octubre de 1939 falleció)
- Joseph-Marie-Eugène Martin † (6 de febrero de 1940-11 de octubre de 1948 nombrado arzobispo de Ruan)
- Joseph-Marie-Jean-Baptiste Chappe † (6 de abril de 1949-12 de octubre de 1960 falleció)
- Jean-Pierre-Georges Dozolme † (12 de octubre de 1960 por sucesión-2 de marzo de 1978 renunció)
- Louis Pierre Joseph Cornet (2 de marzo de 1978-31 de julio de 1987 nombrado obispo de Meaux)
- Henri Marie Raoul Brincard, C.R.S.V. † (8 de agosto de 1988-14 de noviembre de 2014 falleció)
- Luc Crepy, C.I.M. (12 de febrero de 2015-6 de febrero de 2021 nombrado obispo de Versailles)
- Yves Baumgarten, desde el 16 de febrero de 2022